# Anyama
Anyama – miasto w Wybrzeżu Kości Słoniowej, stanowiące północne przedmieście Abidżanu, położone ok. 20 km od jego centrum. Jego populacja w 2014 roku liczyła 103 297 mieszkańców.
Miasto wraz z okolicznymi terenami tworzy podprefekturę Anyama – jedną z czterech podprefektur w dystrykcie autonomicznym Abidżan. Powierzchnia podprefektury Anyama wynosi 498 km², w 2014 roku zamieszkiwało ją 148 962 osób
W mieście działa klub sportowy Rio Sport d'Ányama.